# 十大弟子
十大弟子是佛陀在世時的十位大弟子。分別有出家比丘、比丘尼、男居士、女居士。

## 師承
- 釋迦牟尼

## 記載
在《增支部·一集》188-247經，《增壹阿含經·弟子品》，《增壹阿含經·比丘尼品》，《賢愚經·富那奇緣品》，《阿羅漢具德經》等經論，記載了佛陀眾多出家弟子比丘、比丘尼中傑出者的名號，至多可達一百五十位。另外亦提及在家女性居士（Upāsikā）（優婆夷）、男性居士（Upāsaka）優婆塞）弟子中傑出者的名號。
又，巴利三藏《長老偈》、《長老尼偈》、《長老本行》、《長老尼本行》亦有相關記載。

## 男性出家者
| 以下據《維摩詰所說經》等，列出十大（比丘）弟子的名號： 1. 舍利弗：智慧第一。 2. 大目犍連：神通第一。 3. 大迦葉：頭陀第一，讀音為「大迦攝」。 4. 須菩提：解空第一。 5. 富樓那：說法第一，全稱「富樓那彌多羅尼子」。 6. 摩訶迦旃延：論義第一。 7. 阿那律：天眼第一。 8. 優波離：持律第一。 9. 羅睺羅：密行（於微細戒能護持）第一，佛陀的獨子。 10. 阿難：多聞第一，佛陀的堂弟、侍者。 | 以下據巴利三藏《自說·長老經》，列名佛陀贊為梵志的十位比丘： 1. 舍利弗（Sāriputta） 2. 大目犍連（Mahāmoggallāna） 3. 大迦葉（Mahākassapa） 4. 大迦旃延（Mahākaccāna） 5. 大拘絺羅（Mahākoṭṭhita） 6. 大劫賓那（Mahākappina） 7. 大純陀（Mahācunda） 8. 阿那律（Anuruddha ） 9. 離婆多（Revata） 10. 難陀（Nanda） |

另外，在《首楞嚴三昧經》、《阿羅漢具德經》亦列名十位比丘弟子。又《島史》中列出九名比丘等。

## 女性出家者
以下據《增支部·一集》188-247經，《增壹阿含經·比丘尼品》，《阿羅漢具德經》等，列舉數位佛世時傑出比丘尼的名號：
- 大愛道瞿曇彌（Mahāpajāpatigotamī），清淨威儀常修梵行，比丘尼資深者第一。
- 讖摩（Khemā），智慧第一。
- 蓮華色（Uppalavaṇṇā），神通第一。
- 波羅遮那[22]，頭陀第一。
- 奢拘利（Sakulā[23]）或蘇摩（Somā?）[24]，天眼第一。
- 波羅遮那（英语：Patacara）（Paṭācārā）或機梨舍瞿曇彌[25]，持律第一。
- 奢摩（Sama? Somā?）[26]或Nandā[27]，坐禪第一。
- 曇摩提那（Dhammadinnā，直譯為：法施），說法第一。
- 螺髻（Jaṭī?）[28]或Soṇā[29]，精進第一。
- 耶輸陀羅（Yasodharā，或稱為Bhaddakaccānā[30][31]），佛陀之妻，羅睺羅之母，具大福德、大神通[32]。

## 附註
1. ↑  僧祐《釋迦譜》：「釋迦四部名聞弟子譜第九(比丘一百人出增一阿含經)……名聞比丘尼五十人」
2. ↑  《翻譯名義集》：「舍利弗智慧、目犍連神通、大迦葉頭陀、阿那律天眼、須菩提解空、富樓那說法、迦旃延論義、優波離持律、羅睺羅密行、阿難陀多聞。《淨名疏》云：「今十弟子各執一法者，人以類聚、物以群分，隨其樂欲各一法門攝為眷屬；雖各掌一法，何曾不具十德，自有偏長故稱第一。」又《增一阿含》明一百比丘各有偏好，為善不同。例亦如此。」

長水子璿《金剛經纂要刊定記》：「第一等者。謂十大弟子各有一能，皆稱第一。即迦葉頭陀，阿難多聞，舍利弗智慧，目連神通，羅睺羅密行，阿那律天眼，富樓那說法，迦旃延論義，優波離持律，須菩提解空。」
3. ↑  《阿羅漢具德經》：「復有聲聞具大辯才智慧第一，舍利弗苾芻是。」
4. ↑  《阿羅漢具德經》：「復有聲聞修持精進具大神通，目乾連苾芻是。」
5. ↑  佛陀另有弟子迦葉三兄弟，原为拜火教 ，與此摩訶迦葉無關。
6. ↑  「頭陀」是梵語dhūta的音譯，華語的意思是「苦行」，是對食、衣、住、行節制少欲的修行
7. ↑  《增壹阿含經·弟子品》：「恒樂空定，分別空義，所謂須菩提比丘是。志在空寂，微妙德業，亦是須菩提比丘。」

《大智度論》：「須菩提於弟子中。得無諍三昧最第一。無諍三昧相。常觀眾生不令心惱。多行憐愍。諸菩薩者。弘大誓願以度眾生。憐愍相同。是故命說。復次。是須菩提好行空三昧」

僧肇《注維摩詰經》：「善吉於五百弟子中解空第一。常善順法相無違無諍。內既無諍外亦善順群心令無諍訟。得此定名無諍三昧也。」

《阿羅漢具德經》：「復有聲聞常行布施而能不滅解空第一，須菩提苾芻是」
8. ↑  《分別功德論》：「所以稱滿願子說法第一者，有三事得稱第一：餘比丘亦說法，無有三事可記，故不言第一。滿願子說法時，先以辯才唱發妙音，使眾座歡喜僉然傾仰，次以苦楚之言責切其心，使令內腑肅悚興難遭之想，終以明慧空無之教，聞者結解，使恬智交養。世尊演法初中竟善，滿願子亦然，三事俱善，自捨如來莫能先者。身子自誓：「從旦至中，要度一人令至道迹。」目連比丘亦誓度人，於四向之中課進一階然後乃食。其餘比丘皆亦度人，比滿願子百不當一。滿願子從成道至涅槃，度九萬九千人，於聲聞之中度人最多，故稱說法第一也。」

《阿羅漢具德經》：「復有聲聞於大眾中能說妙法，富樓那彌多羅尼子苾芻是」
9. ↑  《分別功德論》：「迦旃延所以稱善分別義者，將欲撰法，心中惟曰：「人間憒閙精思不專。」故隱地中七日，撰集大法已訖呈佛。稱曰：「善哉。」聖所印可，以為一藏。此義微妙，降伏外道，故稱第一。又復稱第一者，世尊至釋翅國，坐一樹下執一杖。釋種咸來觀佛：「往棄我女，相好勝前。今意復云何？」答曰：「意者不著世間、不染於俗。」梵志曰：「善哉。」受解還去。後諸比丘不解此語，問迦旃延：「佛稱仁者辯才扸理解義第一。世尊所答梵志不染不著者，其義云何？」時迦旃延即為解說：「比丘當知，眼緣色起痛、緣痛起想、緣想來往生識分別起染著心。於此染著永已捨離。」諸比丘聞說此語意猶怏然，迦旃延觀諸比丘意不了，即引喻曰：「有人於此欲求牢固之物，反捨根本而取枝葉。為得牢固不？」曰：「不得也。」「君等亦如是。佛近住此而反見問，豈非捨本取其末耶？」諸比丘即往問佛，稱迦旃延所解如是：「不審理應爾不？」佛答曰：「如迦旃延所說等無有異。」以是因緣復稱第一。」

《增支部·第一集·197經》：「Saṃkhittena bhāsitassa vitthārena atthaṃ vibhajantānaṃ (於略說，廣分別義) yadidaṃ mahākaccānoti」

《阿羅漢具德經》：「復有聲聞善解經律而能論義，迦旃延苾芻是」
10. ↑  《阿羅漢具德經》：「復有聲聞善解軌儀能持律藏，優波離苾芻是」
11. ↑  湛然《法華玄義釋籤》：「小乘以微細護持為密，如云羅云比丘不曾倚樹倚壁，不曾顧視，不曾與女人一言等。」

《增壹阿含經·弟子品》：「不毀禁戒，誦讀不懈，所謂羅云比丘是。」

《增支部·第一集·209經》：「sikkhākāmānaṃ （欲學（戒）） yadidaṃ rāhulo」

《阿羅漢具德經》：「復有聲聞善持戒律清淨無缺，羅睺羅苾芻是」
12. ↑  《增支部·第一集·219-223經》：「Etadaggaṃ, bhikkhave, mama sāvakānaṃ bhikkhūnaṃ bahussutānaṃ（多聞） yadidaṃ ānando”.……Satimantānaṃ（善憶持） yadidaṃ ānando.……Gatimantānaṃ（機敏，梵語：gatima） yadidaṃ ānando.……Dhitimantānaṃ（堅毅，梵語：dhṛti） yadidaṃ ānando……Upaṭṭhākānaṃ（侍者）yadidaṃ ānando.」

《阿羅漢具德經》：「復有聲聞具足定慧多聞第一，阿難苾芻是。」
13. ↑  此處，佛陀重新解釋婆羅門（Brāhmaṇa，梵志）一詞，以「除邪愚已，常住正念，生死縛盡，已覺悟已。如是之人，名為婆羅門（梵志）」
14. ↑  巴利三藏《自說·長老經》（CSCD緬甸版）：「Tena kho pana samayena āyasmā ca sāriputto āyasmā ca mahāmoggallāno āyasmā ca mahākassapo āyasmā ca mahākaccāno [mahākaccāyano (Sri Lankan, Pali Text Society, Cambodian)] āyasmā ca mahākoṭṭhiko āyasmā ca mahākappino āyasmā ca mahācundo āyasmā ca anuruddho āyasmā ca revato āyasmā ca nando [ānando (Sri Lankan, Pali Text Society)] yena bhagavā tenupasaṅkamiṃsu.」

巴利三藏《自說·長老經》（泰國版，據黃謹良譯本）：「爾時，舍利弗尊者，大目建連尊者，大迦葉尊者，大迦旃延尊者，大拘致羅（Mahākoṭṭhita）尊者，大劫賓那（Mahākappina）尊者，大純陀（Mahācunda）尊者，阿㝹樓那尊者，離越（Revata）尊者，難陀（Nanda）尊者。來至佛所。」

巴利三藏《自說·長老經》（斯里蘭卡版，據鄧殿臣譯本）：「爾時，舍利弗尊者，大目連尊者，大迦葉尊者，大迦旃延尊者，大拘致羅尊者，大卡比那尊者，大純陀尊者，阿努律陀尊者，離越尊者，阿難尊者，來至佛所。」

巴利三藏《自說·長老經》（轉譯自日譯版，據元亨寺譯本）：「爾時，尊者舍利弗、尊者大目犍連、尊者大迦葉、尊者大迦旃延、尊者大拘絺羅、尊者大劫賓那、尊者大淳陀、尊者阿㝹樓馱、尊者離越、尊者提婆達多、尊者阿難等詣世尊之處。」

Thanissaro Bhikkhu. .   [2020-06-08]. （原始内容存档于2020-06-08）. This translation follows the Thai and Burmese versions of this passage. The Sri Lankan version replaces Ven. Nanda in this list with Ven. Ānanda; the PTS version replaces him with Ven. Devadatta and Ven. Ānanda. These latter two readings would appear to be mistaken, as the Buddha in this sutta defines "brahman" as one whose fetters are ended — i.e., an arahant — whereas Ven. Ānanda became an arahant only after the Buddha's passing; Devadatta, after having caused a split in the Saṅgha toward the end of the Buddha's life, fell into hell.
15. ↑  《增支部·第一集·218經》：「Paṭisambhidāpattānaṃ （得到無礙解者） yadidaṃ mahākoṭṭhitoti.」

《阿羅漢具德經》：「復有聲聞隨所敷演而有大智，俱絺羅苾芻是」
16. ↑  《增支部·第一集·231經》：「Bhikkhu-ovādakānaṃ （比丘教誡者） yadidaṃ mahākappino.」

《阿羅漢具德經》：「復有聲聞言直無隱警誡諸苾芻，劫賓那苾芻是」
17. ↑  《增支部·第一集·204經》：「Jhāyīnaṃ（修禪者） yadidaṃ kaṅkhā-revato.」
18. ↑  《增支部·第一集·230經》：「Indriyesu guttadvārānaṃ（守護根門者）yadidaṃ nando.」
19. ↑   《首楞嚴三昧經》：「
  - 須菩提言：『我不於佛諸菩薩中第一福田，佛說我於聲聞辟支佛中第一福田』（c.f. 《增支部·第一集·202經》：「Dakkhiṇeyyānaṃ yadidaṃ subhūti」）……
  - 阿難答言：『佛諸弟子隨逐音聲而得解脫，於是人中說我第一。非謂我於無量智海無等大慧無礙辯才諸菩薩中多聞第一……
  - 或見智慧第一如舍利弗，
  - 或見神通第一如目犍連，
  - 或見頭陀第一如大迦葉，
  - 或見說法第一如富樓那，
  - 或見樂戒第一如羅睺羅，
  - 或見持律第一如優波離，
  - 或見天眼第一如阿那律，
  - 或見坐禪第一如離婆多（Revata，頡隸伐多；c.f. 《增支部·第一集·204經》：「Jhāyīnaṃ yadidaṃ kaṅkhārevato.」）。

如是一切諸第一中，皆見彌勒！」
20. ↑   《阿羅漢具德經》：「爾時，世尊說是頌已，復告諸苾芻曰：「於此眾中而有十大聲聞，我今稱說，汝應善聽。「所謂
  - 憍陳如（Kaundinya）苾芻、
  - 迦旃延苾芻、
  - 富樓那苾芻、
  - 薄拘羅（Vakkula, Bakkula）苾芻、
  - 離婆多（Revata）苾芻、
  - 盎堀摩羅（Angulimala）苾芻、
  - 耶輸那苾芻（c.f. 《阿羅漢具德經》：復有聲聞自內觀法善達本心，野輸那苾芻是）、
  - 蘇惹多苾芻（c.f. 《阿羅漢具德經》：復有聲聞唯於智慧而得解脫，善生(Sujāto)苾芻是）、
  - 酤胝羯蘭拏苾芻（c.f. 《阿羅漢具德經》：復有聲聞修清淨智漸漸少塵，率嚕拏酤胝羯蘭拏苾芻是）、
  - 吠舍羅苾芻（c.f. 《阿羅漢具德經》：復有聲聞發心出家樂修聖行，毘舍羅苾芻是），

如是十大聲聞，於此眾中而為上首。」」
21. ↑  《島史》：「彼迦葉（Kassapa）於勝者之教頭陀行第一，阿難（Ānanda）多聞第一，賢者優波離（Upāli）於律，阿那律（Anuruddha）於天眼，婆耆舍（Vaṅgīsa）辯才〔第一〕，富樓那（Puṇṇa）說法〔第一〕，童子迦葉（Kumārakassapa）能辯〔第一〕，迦旃延（Kaccāna）於分別，俱絺羅（Koṭṭhita）無礙解〔第一〕。尚有多數他佛之教法最初傳持者之大長老等。」
22. ↑   《阿羅漢具德經》：「少貪知足行頭陀行，鉢吒左囉苾芻尼是」
23. ↑   c.f. 《長老尼譬喻·奢拘梨》：「天眼比丘尼，世間師稱讚，於一切眾中，置彼第一位。」

《增支部·一集·242經》（CSCD緬甸版）：「Dibbacakkhukānaṃ yadidaṃ bakulā [sakulā (Sri Lankan, Thai, Cambodian, Pali Text Society)].」
24. ↑   《阿羅漢具德經》：「於所修持善得天眼。蘇摩苾芻尼是。」

弘贊在犙《四分律名義標釋》：「雜阿含云蘇摩（Somā）比丘尼乞食訖。欲向得眼林。……時比丘尼入定。觀知是魔。即說偈言。女相無所作 唯意修禪定 觀見於上法 若有男女相 可說於女人 於法無所能 若無男女相 云何生分別 斷除一切愛 滅諸無明闇 逮證於盡滅 住於無漏法 以是故當知 波旬墮負處。……具德經云。於所修持。善得天眼。蘇摩苾芻尼是。」
25. ↑   《阿羅漢具德經》：「善能持律軌範無虧，訖哩舍苾芻尼是」
26. ↑  《增壹阿含經·比丘尼品》：「坐禪入定，意不分散，所謂奢摩比丘尼是」

《翻梵語》：「奢摩(譯曰寂靜)」
27. ↑   《增支部·一集·240經》：「Jhāyīnaṃ yadidaṃ nandā」
28. ↑   《阿羅漢具德經》：「恒慕修持具大精進。螺髻苾芻尼是。」

《翻梵語》：「闍祇羅(應云闍低羅，譯曰螺髻)」
29. ↑   《增支部·一集·241經》：「Āraddhavīriyānaṃ（勤精進）yadidaṃ soṇā」
30. ↑  .   [2020-06-08]. （原始内容存档于2020-02-23）. She is also called Bhaddakaccā, and, in later texts, Yasodharā (BuA., p.245; Dvy.253), Bimbādevī (J.ii.392f.; DA.ii.422) and, probably, Bimbāsundarī (J.vi.478 [12])……The Commentarial explanation (E.g., AA.i.204), that she was called Bhaddakaccānā because her body was the colour of burnished gold, is probably correct.……Buddhaghosa identifies (AA.i.204f) Rāhulamātā with Bhaddakaccānā who, in the Anguttara Nikāya (A.i.25), is mentioned as chief among nuns in the possession of supernormal powers (mahābhiññappattānam). She was one of the four disciples of the Buddha who possessed such attainment, the others being Sāriputta, Moggallāna and Bakkula.
31. ↑  《增壹阿含經·比丘尼品》：「分別義趣，廣演道教，所謂波頭蘭闍那比丘尼是」

《翻梵語》：「波頭蘭[闍]那(應云波肘蘭闍那，譯曰波肘者辨了，蘭闍那者可樂)」
32. ↑  《阿羅漢具德經》：「宿植良因具大福德，羅睺羅母耶輸陀羅苾芻尼是」

《增支部·一集·245經》：「Mahābhiññappattānaṃ（已得大神通） yadidaṃ bhaddakaccānā」